# Tadeusz Iwiński
Tadeusz Iwiński (Piastów, 1944. október 28. –) lengyel eszperantista, 1991-től a Szejm képviselője a III., IV., V. és VI. ciklusban, előadó.

## Életút
1968-ban, a Varsói Műszaki Egyetem Kémiai Karának elvégzése után mérnök lett, kémia mesterképzéssel. 1973-ban doktorált politológiából a Varsói Egyetem Újságírás- és Politikatudományi Karán. 1981-ben habilitált a Társadalomtudományi Egyetemen a Polska Zjednoczona Partia Robotnicza (Lengyel Egyesült Munkáspárt – PZPR) Központi Bizottságánál politikatudományból. A humán tudományok professzora címmel rendelkezik. Az olsztyni Warmian-Masurian Egyetem Politikatudományi Intézetében dolgozott. 1977 és 1978 között Fulbright-ösztöndíjas volt a Harvard Egyetemen, 1988-ban pedig a Kaliforniai Egyetemen, Berkeley-ben.
1967-től 1990-ig a PZPR tagja volt. Ezt követően a Socjaldemokracja Rzeczypospolitej Polskiej (SdRP) tisztségviselője volt (egyik alapítója ennek a pártnak), 1999 óta pedig a Sojusz Lewicy Demokratiecznej országos elnökségének tagja. (A Demokratikus Baloldal Szövetsége – SLD).
1991 óta az SLD Szejm tagja, 1993-ban, 1997-ben, 2001-ben, 2005-ben és 2007-ben újraválasztották. Azóta az Európa Tanács Szejm- és Szenátus-küldöttségének tagja Strasbourgban. 1994-től 1998-ig és 2003-ig a szervezet alelnöke volt. 2003 és 2004 között megfigyelő volt az Európai Parlamentben, 2004 májusától júliusig pedig Lengyel Európai Parlamenti képviselő. 2001-től 2004-ig a Miniszterelnökség államtitkára volt Leszek Miller és Marek Belka vezetésével.
A 2007-es parlamenti választásokon 18 408 szavazattal hatodszor választották be a Szejmbe az olsztyni választókerület Lewicai Demokraci (Baloldal és Demokraták – LiD) listáján. A Szejm EU-ügyi bizottságának alelnöke és tagja a külügyi bizottságnak.
2008. április 22.-én a Lewica-frakció tagja lett.

### Eszperantó tevékenysége
Fiatal korában kezdett eszperantót tanulni, emellett 11 nyelven tud. 2012 augusztusa óta a lengyel parlament Eszperantót Támogató Lengyel Parlamenti Csoportjának (PGAE) tagja.

#### Művei
- FRELIMO /Frente de Libertaçâo de Moçambique / FRELIMO, Fronto de Liberiĝo de Mozambiko/ (1971)

- Revolucia movado en Afriko, Azio kaj Latin-Ameriko (1982)

- Iberia maldekstrularo (1982)

- Novkoloniismo (materialoj por simpozio) - redaktoro (1985)

- Fundamentaj problemoj de la nuntempa mondo (1996)

## Fordítás
- Ez a szócikk részben vagy egészben  a   Tadeusz Iwiński című eszperantó Wikipédia-szócikk ezen változatának fordításán alapul.  Az eredeti cikk szerkesztőit annak laptörténete sorolja fel. Ez a jelzés csupán a megfogalmazás eredetét és a szerzői jogokat jelzi, nem szolgál a cikkben szereplő információk forrásmegjelöléseként.
- Ez a szócikk részben vagy egészben  a   Tadeusz Iwiński című német Wikipédia-szócikk ezen változatának fordításán alapul.  Az eredeti cikk szerkesztőit annak laptörténete sorolja fel. Ez a jelzés csupán a megfogalmazás eredetét és a szerzői jogokat jelzi, nem szolgál a cikkben szereplő információk forrásmegjelöléseként.